# Kayabaşı, Fethiye
Kayabaşı là một xã thuộc huyện Fethiye, tỉnh Muğla, Thổ Nhĩ Kỳ. Dân số thời điểm năm 2011 là 290 người.